# Corispermum intermedium
Corispermum intermedium — вид квіткових рослин з родини щирицевих (Amaranthaceae). Ареал: Польща, Латвія, Литва.

## Середовище проживання
Росте в сухих, піщаних рудеральних районах, наприклад, на берегах річок, залізничних лініях і внутрішніх дюнах.

## Біоморфологічний опис

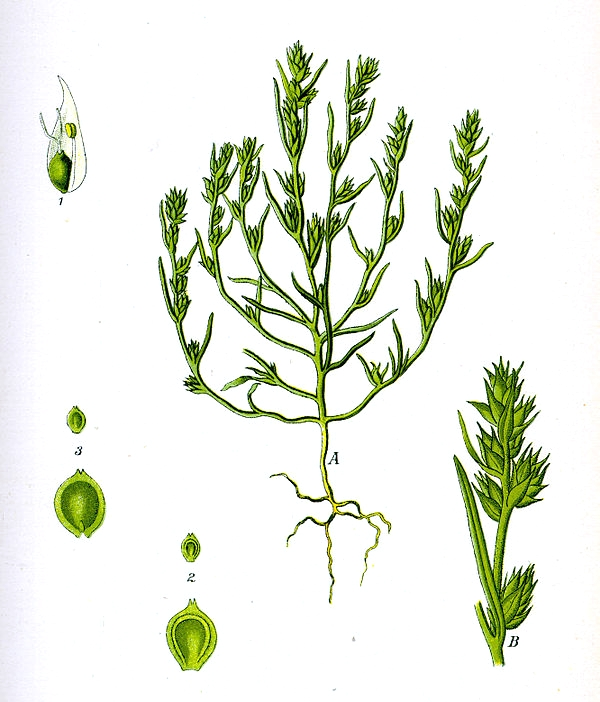

Це трав'яниста однорічна рослина, яка досягає висоти приблизно від 10 до 60 сантиметрів, розгалужена біля основи. Молоді гілки зазвичай голі, рідше запушені розгалуженими трихомами. Чергово розташовані листки сидячі. Листова пластинка, яка несильно або майже не м'ясиста, плоска, від ланцетної до лінійної, цілісна та загострена. У щільних або сильно витягнутих колосоподібних суцвіттях квітки сидять поодиноко в пазусі листоподібного широко-яйцеподібного приквітка. Квітки двостатеві. Тичинок зазвичай три. Період цвітіння з липня по вересень. Плід чітко стиснутий, широкояйцеподібний. Плід має вузькі крила по краю, перетинчасті крила не більше ніж на чверть ширини насіння і мають цілі краї. 2n = 18.